# Võta või jäta
Pour plus de détails, voir Fiche technique et Distribution.
Võta või jäta est un film dramatique estonien réalisé par Liina Triškina-Vanhatalo et sorti en 2018.
Le film est sélectionné comme entrée estonienne pour l'Oscar du meilleur film en langue étrangère à la 91e cérémonie des Oscars qui se déroulera en 2019.

## Fiche technique
- Titre original : Võta või jäta (litt. « À prendre ou à laisser »)
- Réalisation : Liina Triškina-Vanhatalo
- Scénario :
- Production :
- Photographie :
- Musique :
- Montage :
- Durée :
- Date de sortie : 2018

## Distribution
- Andres Mähar (et)
- Epp Eespäev (et)
- Reimo Sagor (et)
- Mait Malmsten (et)
- Adeele Sepp (et)
- Egon Nuter (et)